# Olimpiodor Starszy
Olimpiodor Starszy – filozof perypatetycki żyjący w V wieku w Aleksandrii, nauczyciel Proklosa.
Według informacji podanej przez Marina w Vita Procli, Olimpiodor był filozofem perypatetyckim, działającym w Aleksandrii w pierwszej połowie V wieku, u którego Proklos studiował pisma Arystotelesa. Żadne inne źródła nie podają informacji o nim. Nazywany jest „Starszym” dla odróżnienia od filozofa neoplatońskiego tego samego imienia, żyjącego w Aleksandrii w VI wieku, autora komentarzy do Arystotelesa i Platona, kierownika tamtejszej szkoły filozoficznej.